# Phreatodrobia imitata
Phreatodrobia imitata е вид коремоного от семейство Lithoglyphidae. Видът е световно застрашен, със статут Уязвим.

## Разпространение
Разпространен е в САЩ.